# The Best
Pour les articles homonymes, voir Best.
Singles de Bonnie Tyler
Lovers Again
(1987) Hide Your Heart
(1988)
The Best est une chanson écrite par Mike Chapman et Holly Knight. Cette chanson a été initialement interprétée en 1988 par Bonnie Tyler de son album Hide Your Heart. Ensuite, elle est reprise en 1989 par Tina Turner sur l'album Foreign Affair et devient un succès planétaire.

## Version de Bonnie Tyler
La chanteuse galloise Bonnie Tyler a enregistré la version originale de The Best pour son septième album studio Hide Your Heart en 1988. Il est sorti en tant que premier single de l'album via CBS Records et a été réalisé par Desmond Child.
The Best a culminé notamment à la 10e place du hit-parade en Norvège, mais n'a pas réalisé de gains commerciaux significatifs ailleurs. Tyler a déclaré que le succès ultérieur de Tina Turner avec la chanson lui avait redonné confiance dans le choix du matériel d'enregistrement. Elle a ajouté que Tina Turner « l'a fait beaucoup mieux que moi ».
La co-auteure de la chanson Holly Knight a affirmé que la chanson avait d'abord été offerte à un artiste masculin « qu'[elle] admirait et avait un béguin idiot », mais il a refusé.

### Classements
| Classement (1988)                  | Meilleure position |
| ---------------------------------- | ------------------ |
| Finlande (Suomen virallinen lista) | 25                 |
| Norvège (VG-lista)                 | 10                 |
| Royaume-Uni (UK Singles Chart)     | 95                 |

## Version de Tina Turner
Singles de Tina Turner
634-5789 (live)
(1988) I Don't Wanna Lose You
(1989)
Clip vidéo
[vidéo] « The Best », sur YouTube
En 1989, la chanteuse et compositrice américaine Tina Turner enregistre une reprise de The Best pour son septième album studio solo, Foreign Affair sorti la même année, avec un solo de saxophone par Edgar Winter. Avant d'enregistrer la chanson, Tina Turner a approché l'auteur-compositeur Holly Knight et a demandé quelques changements : l'ajout d'un pont, qui manquait à Tyler, et un changement de tonalité.
Sorti en tant que premier single de Foreign Affair le 21 août 1989, la chanson a été un succès international, entrant dans le top 5 des classements dans de nombreux pays. C'est l'une des chansons les plus reconnaissables de Turner, souvent considéré comme synonyme du nom de la chanteuse. La chanson a été utilisée dans une publicité de la marque Pepsi mettant en vedette Turner, qui a également servi de promotion pour sa tournée Foreign Affair: The Farewell Tour sponsorisé par Pepsi.
De plus, la chanson a été adoptée par d'autres marques pour leur publicité, notamment Applebee's et T-Mobile, ainsi que par la compétition de  rugby à XIII australienne, la National Rugby League, pour laquelle il reste un hymne emblématique plus de 30 ans après sa sortie,,,,.
Le titre de la chanson est souvent cité à tort comme « Simply the Best », reflétant une phrase du refrain. Cela est devenu si courant que le mot entre crochets « Simply » a été inclus dans les titres de certaines versions ultérieures et dans la liste des pistes de certaines compilations de Tina Turner.

### Accueil commercial
The Best est un des plus gros tubes de Tina Turner. Ce single s'est classé 5e à l'US Billboard Hot 100, est entré à la cinquième place du top 5 au Royaume-Uni et il est devenu numéro 4 en Allemagne. En France, le single a atteint la 23e place du Top 50.

### Classements et certifications
| Classement (1989–1990)                 | Meilleure position |
| -------------------------------------- | ------------------ |
| Allemagne de l'Ouest (Media Control)   | 4                  |
| Australie (ARIA)                       | 4                  |
| Autriche (Ö3 Austria Top 40)           | 2                  |
| Belgique (Flandre Ultratop 50 Singles) | 2                  |
| Canada (Top Singles)                   | 4                  |
| Canada (Adult Contemporary Tracks)     | 20                 |
| Canada (The Record)                    | 2                  |
| Danemark (IFPI)                        | 3                  |
| Espagne (AFYVE)                        | 20                 |
| États-Unis (Hot 100)                   | 15                 |
| Europe (European Hot 100 Singles)      | 3                  |
| Finlande (Suomen virallinen lista)     | 3                  |
| Finlande (Rumba)                       | 4                  |
| France (SNEP)                          | 23                 |
| Irlande (IRMA)                         | 4                  |
| Italie (Musica e dischi)               | 3                  |
| Norvège (VG-lista)                     | 5                  |
| Nouvelle-Zélande (RMNZ)                | 28                 |
| Pays-Bas (Nederlandse Top 40)          | 5                  |
| Pays-Bas (Single Top 100)              | 7                  |
| Portugal (AFP)                         | 2                  |
| Royaume-Uni (UK Singles Chart)         | 5                  |
| Suède (Sverigetopplistan)              | 11                 |
| Suisse (Schweizer Hitparade)           | 3                  |

| Classement (2010)              | Meilleure position |
| ------------------------------ | ------------------ |
| Écosse (OCC)                   | 1                  |
| Royaume-Uni (UK Singles Chart) | 9                  |

| Classement (2013)   | Peak position |
| ------------------- | ------------- |
| Slovénie (SloTop50) | 12            |

| Classement (2017) | Meilleure position |
| ----------------- | ------------------ |
| Pologne (ZPAV)    | 44                 |

| Classement (1989)                    | Position |
| ------------------------------------ | -------- |
| Allemagne de l'Ouest (Media Control) | 41       |
| Australie (ARIA)                     | 33       |
| Autriche (Ö3 Austria Top 40)         | 16       |
| Belgique (Ultratop 50)               | 19       |
| Canada Top Singles (RPM)             | 52       |
| Europe (European Hot 100 Singles)    | 15       |
| Norvège (VG-lista – Automne)         | 14       |
| Pays-Bas (Nederlandse Top 40)        | 27       |
| Pays-Bas (Single Top 100)            | 49       |
| Royaume-Uni (UK Singles Chart)       | 41       |
| Suisse (Schweizer Hitparade)         | 27       |

| Classement (2013)   | Position |
| ------------------- | -------- |
| Slovénie (SloTop50) | 39       |

#### Certifications
| Région | Certification | Ventes/Streams |
| --- | ------------- | -------------- |
| Australie (ARIA)                                                                                                 | Platine       | 70 000^        |
| Italie (FIMI) | Or            | 25 000‡        |
| Royaume-Uni (BPI)                                                                                                | Platine       | 600 000‡       |
| ^Mise en rayon selon la certification xNon précisé par la certification ‡ventes/streaming selon la certification |               |                |

## Version de Tina Turner et Jimmy Barnes
Singles par Tina Turner
I Want You Near Me
(1992) I Don't Wanna Fight
(1993)
Singles par Jimmy Barnes
Ain't No Mountain High Enough
(1992) Sweat It Out
(1993)
En 1992 est enregistrée une version en duo avec le chanteur de rock australien Jimmy Barnes, intitulée (Simply) the Best, qui a servi à la campagne de promotion du championnat australien de rugby à XIII. De 1990 à 1995, la chanson The Best à travers cette campagne de promotion est devenue l'hymne du rugby à XIII australien,. Le single est ensuite apparu sur un disque bonus en édition limitée dans le cadre de la sortie australienne de l'album de compilation de Tina Turner Simply the Best (1991).

### Classements
| Classement (1992)       | Meilleure position |
| ----------------------- | ------------------ |
| Australie (ARIA)        | 14                 |
| Nouvelle-Zélande (RMNZ) | 11                 |

| Classement (1992) | Position |
| ----------------- | -------- |
| Australie (ARIA)  | 78       |

## Reprise promotionnelle de la chanson en 2020
Trente ans après la campagne initiale lancée en Australie, la chanson sert de base à une nouvelle campagne de promotion de la NRL, championnat australien de rugby à XIII de première division.